# Петра де Суттер
Петра де Сюттер (Оуденаарде, 10 червня 1963 р.) — бельгійський гінеколог і політик, федеральний віцепрем'єр-міністр. Перший міністр-трансгендер в Європі.
Член партії Groen, раніше була депутатом Європейського парламенту з 2019 по 2020 роки, коли була призначена віцепрем'єр-міністеркою, відповідальною за нагляд за державним управлінням Бельгії та державними підприємствами в уряді Александра Де Кроо.
До приходу в політику працювала професором гінекології в Гентському університеті, очолювала відділення репродуктивної медицини в Університетській лікарні Гента (UZ Gent).

## Раннє життя та освіта
Де Сюттер народилася в місті Оуденаарде у фламандській провінції Східна Фландрія 1963-го року. 1987-го року закінчила Гентський університет зі ступенем лікаря, а 1991-го — зі ступенем доктора біомедицини.

## Медична кар'єра
Після закінчення навчання 1991-го року де Сюттер переїхала до США, де протягом двох років вивчала генетику ооцитів у Чикаго. 1994-го року отримала спеціалізацію з гінекології. 2000-го року була призначена професором репродуктивної медицини в Гентському університеті. 2006-го року була призначена завідувачкою відділення репродуктивної медицини Університетської лікарні Гента.

## Політична кар'єра

### Член Сенату, 2014-2019
На європейських виборах 2014 року де Сюттер була другим номером у списку фламандської партії "Зелені". Однак, хоча партія набрала голоси, вона не змогла зайняти додаткове друге місце. Згодом вона була кооптована своєю партією на місце в бельгійському Сенаті. Як транс-жінка, вона стала першою відкрито трансгендерною бельгійкою, яка потрапила до партійного виборчого списку.
На додаток до своєї ролі в Сенаті, де Сюттер була членом бельгійської делегації в Парламентській асамблеї Ради Європи з 2014 по 2019 роки. Як член групи соціалістів, демократів та зелених, вона була членом Комітету з питань міграції, біженців та переміщених осіб; Комітет з питань регламенту, імунітетів та інституційних питань; Підкомітет з питань інтеграції; Підкомітет з питань охорони здоров'я та сталого розвитку; та Підкомітет з питань етики. Вона була доповідачем Асамблеї з питань прав дітей у зв'язку з сурогатним материнством (2016); з питань використання нових генетичних технологій на людях (2017); та з питань умов приймання біженців та мігрантів (2018).
З моменту свого політичного дебюту де Сюттер займалася важливими питаннями: регулюванням сурогатного материнства на бельгійському та європейському рівнях, незалежними клінічними дослідженнями у фармацевтичній галузі, ризиками ТТІП для захисту прав споживачів харчових продуктів та хімічних речовин, а також відстоюванням прав ЛГБТ-спільноти.

### Депутат Європейського Парламенту, 2019-2020
15 вересня 2018 року було оголошено, що Де Сюттер претендує на висунення одним з двох основних кандидатів від Європейських Зелених на виборах до Європейського Парламенту 2019 року, які в кінцевому підсумку поступилися нідерландцю Басу Ейкхауту та німцю Ска Келлеру. Після вступу до парламенту вона очолила Комітет з питань внутрішнього ринку та захисту прав споживачів, ставши першим політиком-зеленим на цій посаді. 2020-го року вона також приєдналася до Спеціального комітету з питань перемоги над раком.
Окрім роботи в комітетах де Сюттер входила до складу парламентської делегації зі зв'язків з країнами Південної Азії (Бангладеш, Бутан, Мальдіви, Непал, Пакистан та Шрі-Ланка). Вона також була членом Міжпарламентської групи Європарламенту з прав ЛГБТ та співголовою групи "Європарламентарі проти раку".
У грудні 2020 року де Сюттер отримала нагороду "Правосуддя та гендерна рівність" на щорічній церемонії нагородження депутатів Європарламенту журналу "The Parliament Magazine" на знак визнання її роботи як депутата Європарламенту з питань сексуальних та репродуктивних прав.

### Віцепрем'єр-міністр Бельгії, 2020 — по теперішній час
1 жовтня 2020 року де Сюттер була приведена до присяги як один із семи віцепрем'єр-міністрів в уряді прем'єр-міністра Александра Де Кроо, ставши першим в Європі трансгендерним віцепрем'єр-міністр і найстаршим трансполітиком в Європі.